# Cusano Mutri
Cusano Mutri és un municipi italià (comune) de 4 028 habitants de la província de Benevent a la Campània. Forma part del Parc regional del Matese i de la comunitat montana del Titerno.

## Geografia física
Està situat sobre la vessant sud del Matese, englobat en l'antic territori Samnita de la tribu dels Pentris, avui a la línia divisòria entre Campània i Molise. A 20 km hi ha l'antiga ciutat romana de Telèsia en direcció sud, i a 30 km hi ha l'altra ciutat romana, Sepinum, a Molise, al vessant nord-est.
El seu territori s'estén per una superfície de vora 60 km², amb altimetria mínima de 257 m a la gola di Lavello i màxima de 1823 m al Monte Mutria al límit amb el Molise.

## Història

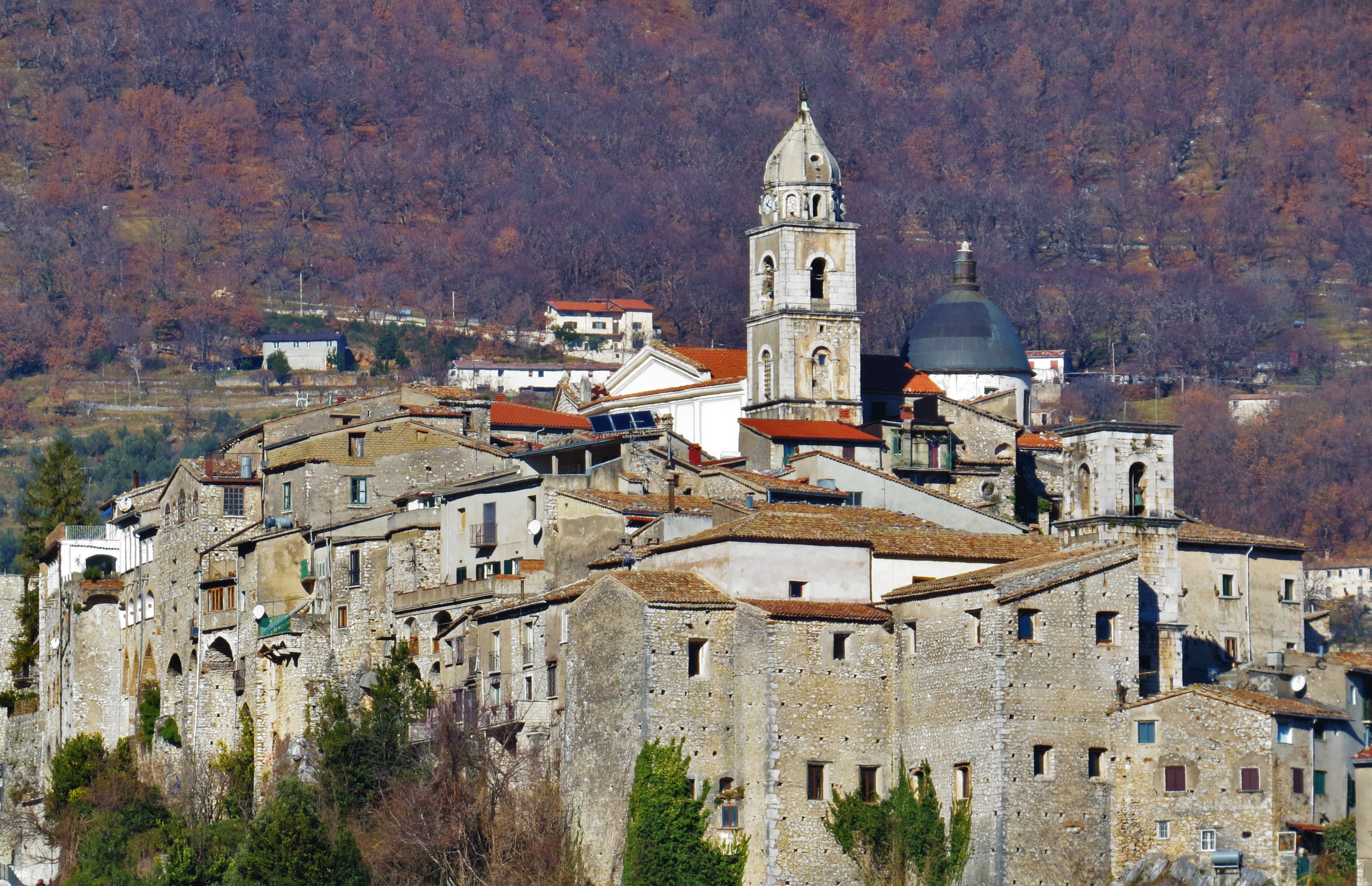
La vila de Cusano Mutri vista des de l'oest

Segons l'historiador Cusano Mutri deriva de la denominació samnita Cossa, anomenada Cosano, pels romans i destruïda també pels Romans juntament a Telèsia.
El nom, que significava "coppa" (tassa), n'indicaria també la configuració topogràfica de la qual derivaria el primitiu símbol ideogràfic "Q" que representava el cèrcol dels pujols amb la gola de Lavello, única desembocadura per les aigües. El 490 el papa Fèlix III va enviar un prevere per oficiar a la capella del castell.
A principis del segle viii, alguns benedictins es van instal·lar a l'església de Santa Maria del Castagneto, i es van construir més d'una dotzena d'àrees habitades al camp, marcades per edificis religiosos. La zona era segura perquè era fàcilment defensable, i es va convertir per un refugi per a les poblacions veïnes afligides per les incursions sarraïnes.
El punt d'inflexió es va produir amb la dominació normanda que va començar una fase d'urbanització que va arribar a la seva màxima esplendor en els segles xv i xvi. Va ser l'expansió de la ciutat, la qual cosa es pot comprovar perquè la vila va sobreviure al devastador terratrèmol del 5 de juny de 1688 que va destruir gairebé tots els pobles de la regió.
Concedit en feu a la família Sanframondo, que el va mantenir fins a mitjan 1400, Cusano va passar, després d'un segle, per les mans de diversos senyors feudals (De Vera, De Clavellis, Gaetano, Colonna, Carafa, Tufo, Origlia, Monsolino, Barrionovo, Leone), el que demostra l'esperit llibertari de la població que, sota els Barrionovo (1605-1710), va assolir un bon nivell de benestar.
L'economia local es basava principalment en la cria d'ovelles i de la indústria de la llana. La decadència va començar a la segona meitat del segle xviii quan, entre altres coses, la privatització de la duana de Foggia va fer entrar en crisi el sistema de transhumància. La decadència va ser imparable malgrat la tenacitat dels seus habitants.
Les activitats econòmiques vinculades a la pastura van durar tot el segle xix i la tendència demogràfica no va experimentar disminucions sobtades. El fenomen migratori que es va iniciar després de la unificació d'Itàlia encara està en curs.

## Monuments i llocs d'interès

### Arquitectura religiosa
Església dels Sants Apòstols Pere i Paul
És l'església més antiga de Cusano Mutri. Es troba a l'esplanada, a prop del lloc on es trobava el castell, on avui es poden veure algunes ruïnes, a la zona més alta del país (Terra Alta), suprajacent a la primera església dedicada a San Pietro all'Elce en 490. L'edifici actual es va construir el 550 però va ser sotmès a successives reconstruccions i va ser reconsagrat per últim cop l'any 1626. La façana té una forma irregular. No mostra, en general, cap motiu arquitectònic ni un fris artístic important.

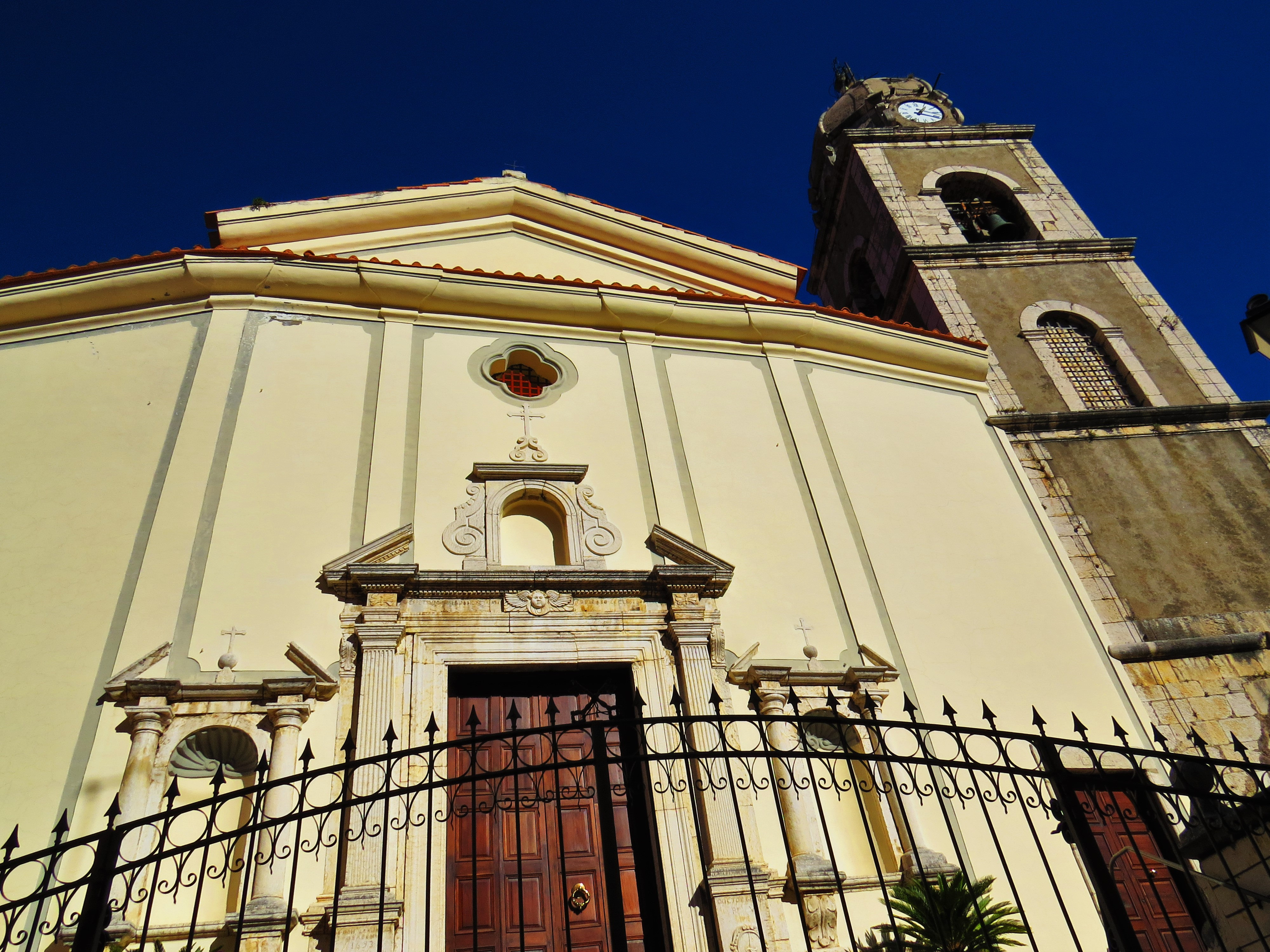
Església dels Sants Apòstols Pietro i Paolo

L'església té tres naus amb tres portals de pedra i a la porta central hi ha un bonic picaporta de bronze. Darrere de l'altar major es troba un retaule barroc que mostra al Pare Etern i l'Epifania. Sota la Sagrada Família envoltada d'Àngels. Als costats dos reis mags a cavall. En un nínxol al centre hi ha el bust de Santa Clara d'Assís en homenatge a qui va donar l'obra a l'església, Marquesa Chiara Origlia. En els dos nínxols laterals hi ha Sant Paul a la dreta i Sant Pere a l'esquerra, en grandària natural. En deu altres nínxols, cinc a cada costat, són els busts dels altres apòstols. El treball va ser realitzat pel mestre Domenico de Luca el 1661.
El campanar, quadrangular, amb arcs de mig punt i cúpula terminal, va ser reconstruït el 1647. La campana principal amb el nom de Vittoria porta els noms dels arquitectes Gerardo i Luigi Mita da Vignola que la van fondre a l'espai obert davant del castell el 1786. La llegenda vol que durant la fusió, les dones riques Cusanesses abocaren joies d'or en el gresol per unir-les amb el bronze sagrat.
Església de Sant Nicolau
L'església de San Nicola, situada al centre del nucli actual de Cusano, en el moment de la seva fundació (700 dC) era "extra murs", situada davant de la "Porta Mitjana". Es va elevar a la parròquia després de l'any 1100, amb l'annexió de l'església de S. Antonino i el desaparegut monestir de S. Maria del Castagneto.

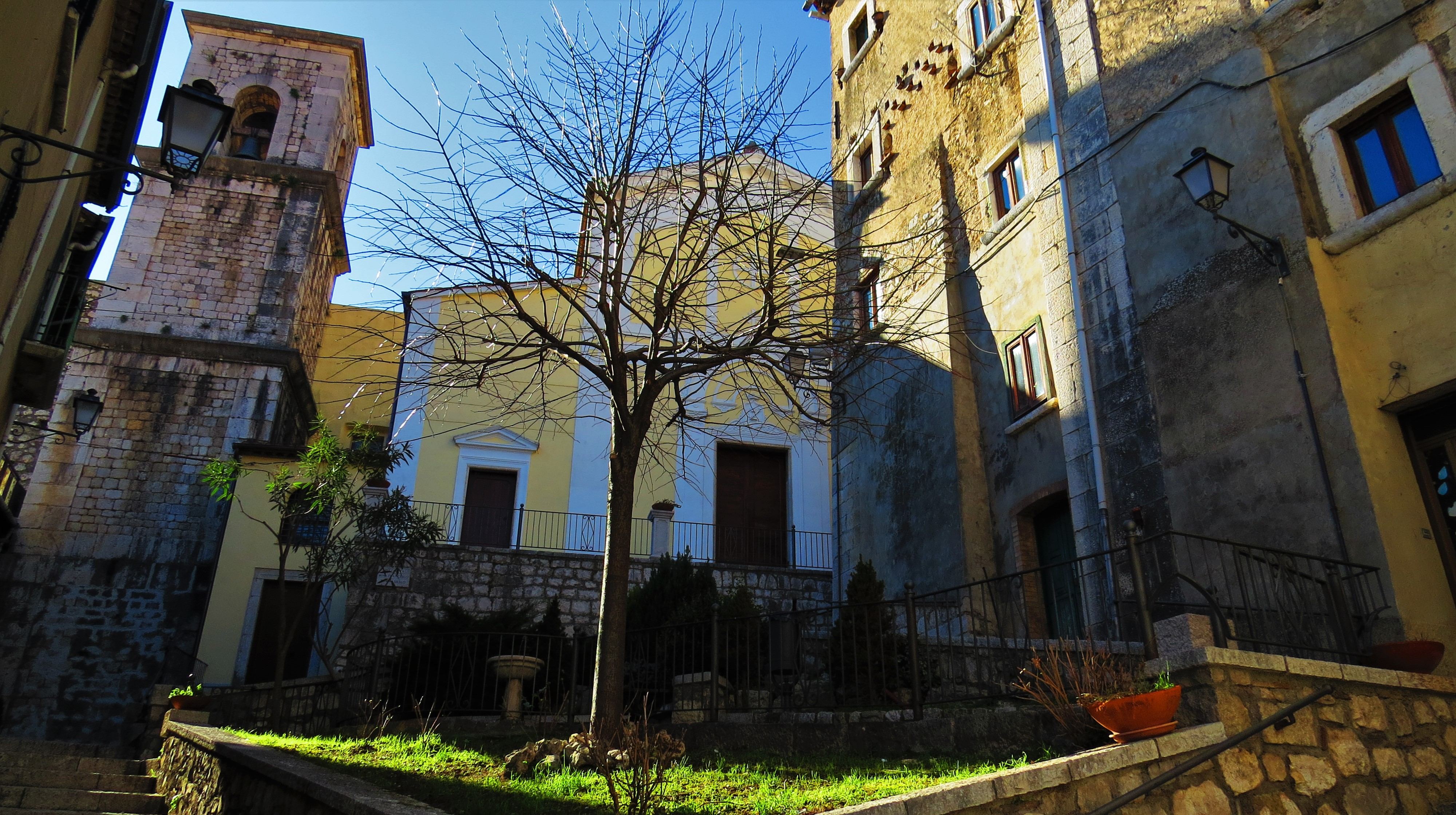
Església de San Nicola

El 1757 es va confirmar el desig d'elevar Sant Nicolau a la "Patrona de la Terra del Cusano", confirmada el 1760, quan aquesta parròquia va ser annexada a l'arxiprestal Sant Joan Baptista per la minva del nombre d'habitants del seu territori.
En data de segle xii, fou l'Església del Rectorat de la Universitat de Cusano. Té tres naus, un campanar i, a l'interior, una font d'aigua de pedra sagrada del segle xvii. Conserva una estàtua de la Verge del Rosari des de 1689 i a la sagristia hi ha una bella font de pedra.
A causa de la seva baricentricitat a la ciutat de Cusano i per acabar amb les controvèrsies de segles antics entre les parròquies dels sants apòstols Pere i Pau, la zona alta (n'chèpë a Terra) i Sant Joan Baptista, la zona baixa (vascia a Terra), la van convertir en "Església municipal". Va ser tancada a l'adoració per treballs de restauració de 1984 a 2011 després de les lesions causades pel terratrèmol d'Irpinia del 23 de novembre de 1980. El 22 de desembre de 2011 es va reobrir als fidels. L'Església Baixa dedicada a Sant Domènec encara està pendent de treballs de restauració.

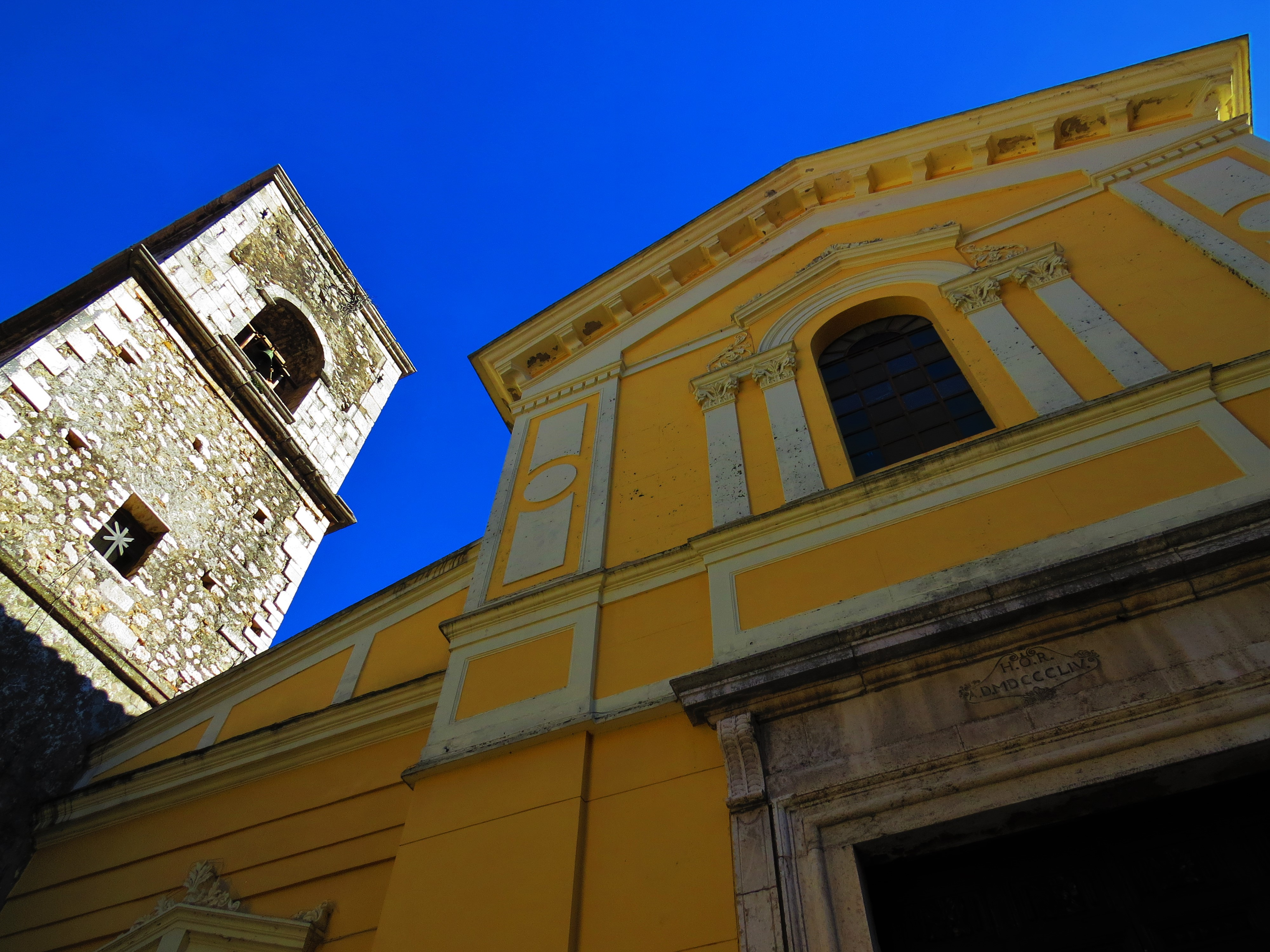
Església de San Giovanni Battista
Es troba a la plaça homònima de la Terra Baixa amb una façana que recorda l'estil romànic. És la més gran de les esglésies de Cusano. Té cinc naus i un campanar.
La seva entrada estava adornada amb un portal de pedra, molt ben esculpit per l'artista Ferrante de Cerreto Sannita. És obra de 1537 i va ser encarregada per l'arxiprest Domenico Petrucci. Posteriorment, el portal es va col·locar sobre el nínxol del baptisteri que es troba a la dreta del que entra. La font baptismal és sempre de tipus arcaic i porta esculpits l'Anyell i la ferradura de cavall. Té la data de 1444. L'interior és de tipus basilical amb imponents columnes de pedra. En aquesta església hi ha un valuós reliquiari de plata cisellat tancat en una funda de cuir amb arabescs, obra del segle xiv, que conté una espina de la corona posada segons les escriptures al cap de Jesús.
A la petita plaça a l'esquerra de l'església hi ha un campanar quadrangular erigit amb pedres d'espiga.
Església de San Rocco

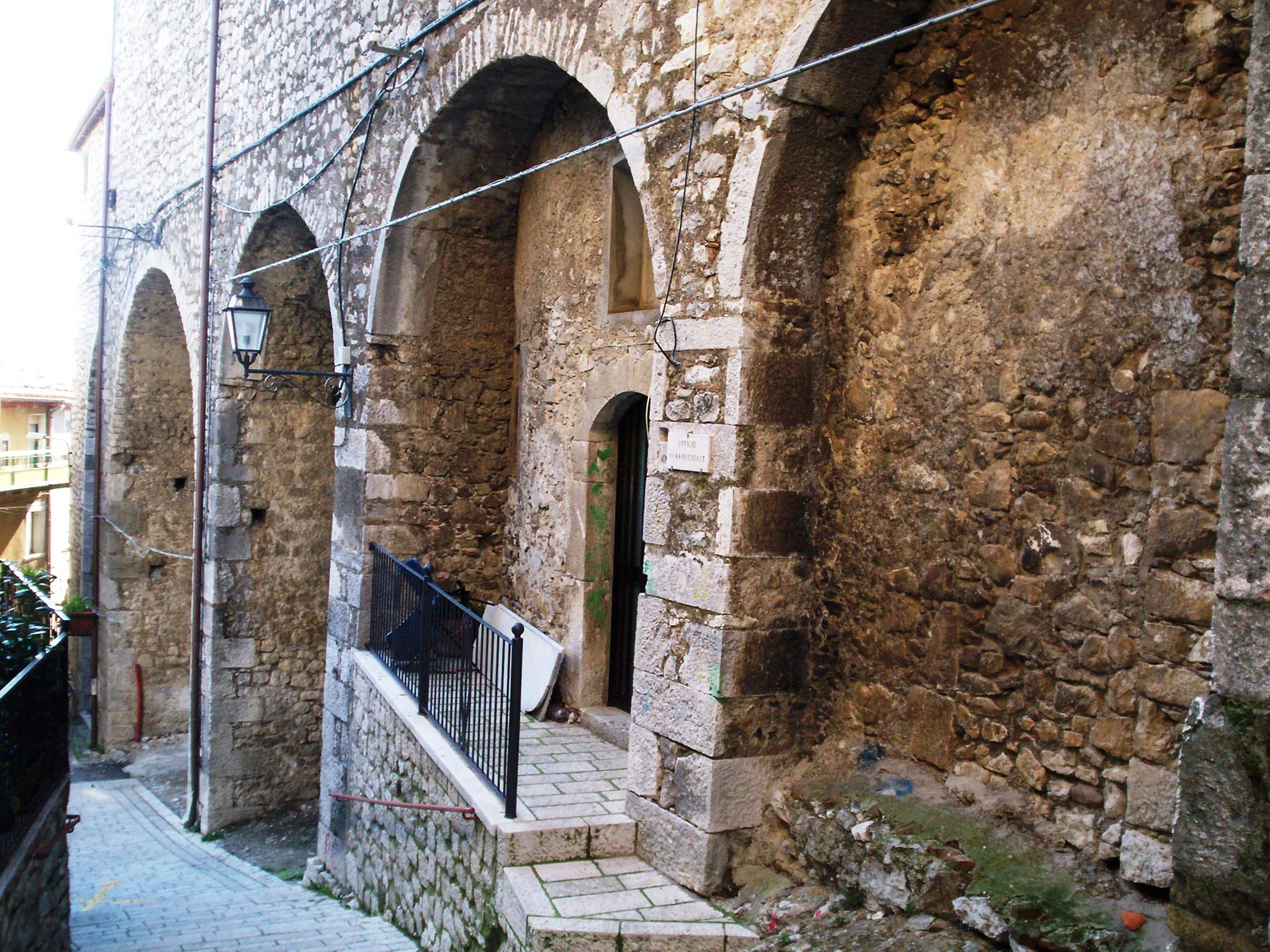
Via San Giovanni - arcs de l'església

Situat al poble homònim, construït en volta amb un únic altar. La base de l'artefacte es remunta a les capelles que van sorgir abans de l'any 1000, que és possible, però s'ha d'afegir, sens dubte dedicat a un altre sant, alguna cosa habitual en el passat, ja que Sant Roc va viure a França des del 1350 fins al 1379. La sagristia es troba al fons de costat esquerre on també hi ha col·locada una petita estàtua del sant titular. Sobre l'altar de marbre senzill de principis del segle xx, amb un terra de rajoles de 1748, hi ha una imatge de la Immaculada Concepció amb Sant Roc pintada el 1855.
Església de la Madonna delle Grazie
A la façana principal dels dos nínxols especulars hi ha panells de Majòlica de Cerreto que representen Santa Maria delle Grazie amb San Pasquale i Sant'Antonio, mentre que l'altra Immacolata amb San Rocco i San Giacomo. Aquí es va retirar, va morir i va enterrar en Giuseppe Vitelli (1818-1878), pels Cusanesos "Zi monachë Santë", de nom religiós Fra Carlo, considerat quasi com un sant.
Església de Santa Creu al Monte Calvario

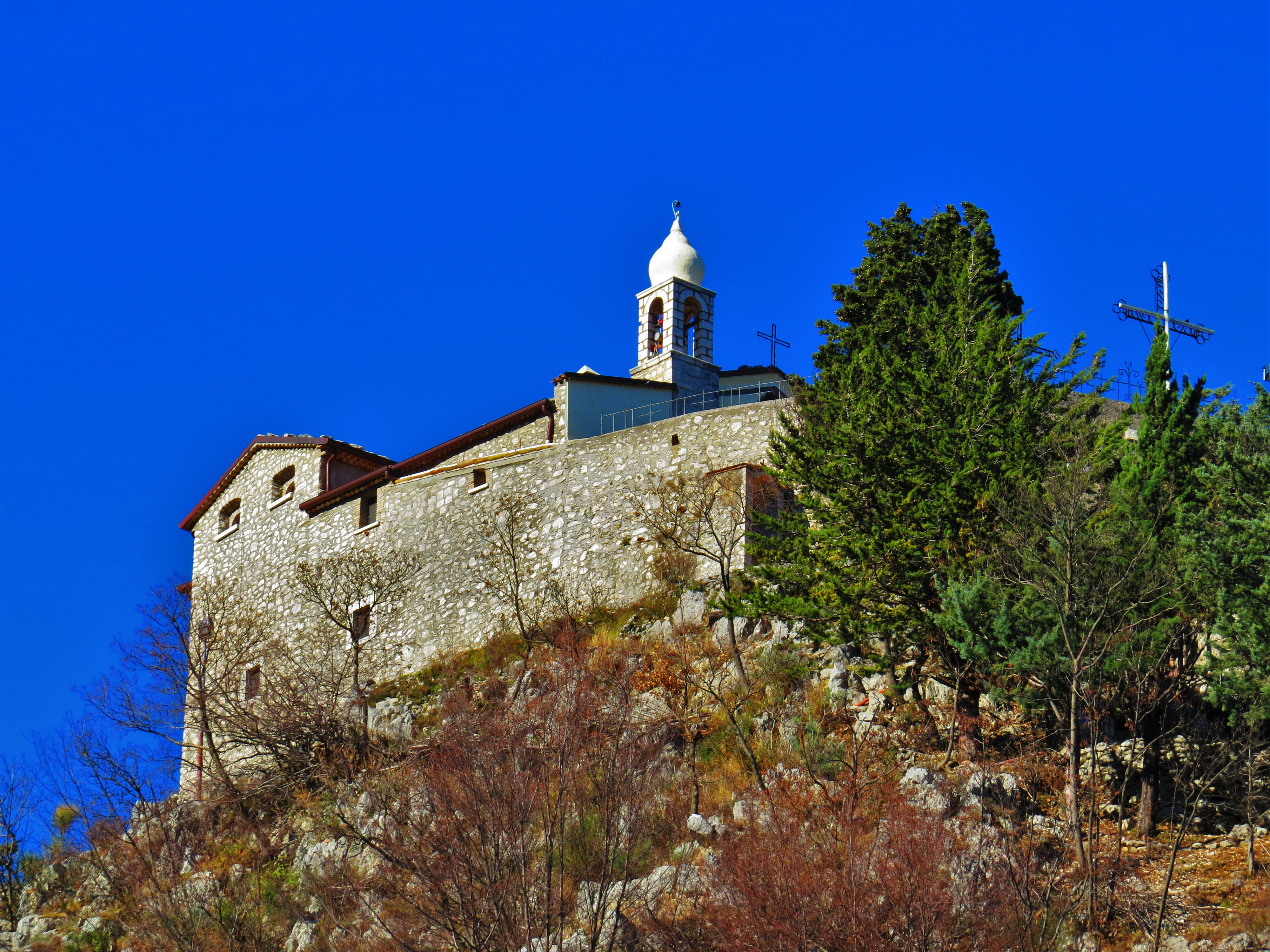
Església de Santa Creu al Mont Calvari

El 5 de juny de 1688, l'any del catastròfic terratrèmol del Samni que va provocar la destrucció dels països veïns, Cusano només va patir danys menors i, com agraiment dues capelles van ser construïdes: Santa Maria della Pietà (després desconsagrada) i la de Santa Croce, fent servir runes i el solar del fort Castelluccio, canviant el nom del turó principal com a mont Calvari.
El 1805, entre finals de juliol i principis d'agost, els repetits xocs sísmics van induir el Cusanesos, penitents, a anar al Calvari amb l'Espina, una relíquia de la corona de Crist. Aquesta va adquirir miraculosament color blanc (el prodigi està documentat per escriptura notarial) i el moviment tel·lúric es va aturar. Fins i tot en l'actualitat, el 3 d'agost, de bon matí, aquesta processó es realitza amb participants descalços.
L'església té una creu llatina amb una única nau, amb volta de canó. ↵En l'altar central domina una "Crucifixió amb les dones piadoses", ↵En el mateix costat, paral·lelament a la nau, trobem el campanar, la sagristia i les sales de diversos nivells, que s'utilitza com a residència dels diversos ermitans.
A l'espai davant de l'Església trobem tres creus de ferro i un altar per a celebracions litúrgiques.
Església de San Vito

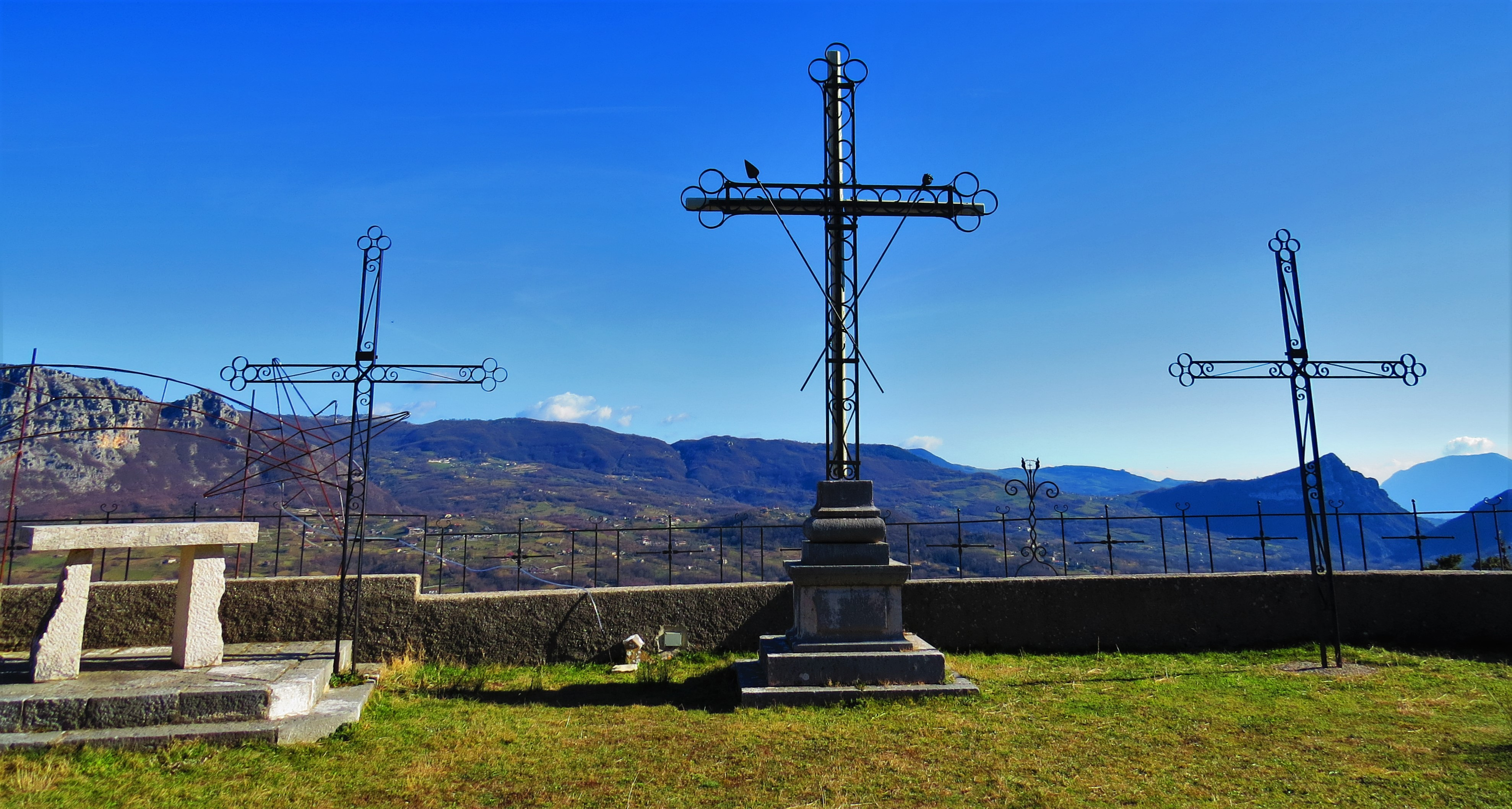
Lloc sagrat de l'Església de Santa Creu al Mont Calvari

Una de les capelles rurals fundades entre els 800 i els 950 pels benedictins de San Vincenzo al Volturno. Després de l'any 1100, amb l'arribada dels normands i l'assentament de la població cap al centre habitat per raons de seguretat, les zones residencials del camp es van reduir. El poble de San Vito, gràcies a la importància estratègica del seu lloc, després d'un primer abandó, va florir una altra vegada i el 1700 va aconseguir una gran esplendor. El papa Climent XII, el 1733, va concedir la indulgència plenària per al dia de San Vito, també als visitants de qualsevol moment. Igualment va fer el Papa Pius VI el 1786.
Església de Santa Maria del Castagneto
Aquesta antiga església és una de les més interessants de la diòcesi per les circumstàncies de llur fundació i la seva història. Va ser Teoderata, esposa del duc de Benevento Romoald I, recentment convertit al cristianisme a través del treball del bisbe Sant Barbat, que aquí van donar a llum a un monestir femení, al final del segle VII sobre les ruïnes d'un temple itàlic. Fundació a causa del descobriment d'una icona en el tronc buit d'un castanyer. El fill Gisulf I, el 703, el va donar al nou complex benedictí masculí de San Vincenzo al Volturno. El monestir cap a l'any 861 va patir usurpació, de manera que per posar fi a les disputes a l'agost 897, l'emperadriu Ageltrude va intervenir, procedent de Spoleto. La interferència continuà i la subjecció als Volturnesos es va confirmar pel Papa Esteve VII i després d'ell pels successors Marí II, Otó II, Gregori V; així com els emperadors: Enric II i Conrad II. Els benedictins que es van establir entre 800 i 1100, van fundar més d'una dotzena d'esglésies petites disperses per tota la vall; de molts, només la toponímia conserva la seva memòria. Amb l'arribada del nou mil·lenni, els Papes Lleó IX en 1053 i en 1059 Nicolau II va haver d'intervenir per a S. Maria del Castagneto. El progrés dels normands i la decadència de la companyia matriu volturnesa van canviar els escenaris polítics. Les campanyes van quedar despoblades per la inseguretat però el poble de S. Maria, encara que ho va demostrar, va sobreviure; Igual que l'església, fins i tot si la primitiva basílica es reduïa de tres a dues naus. La cort papal a 1342, on va viure des d'Avinyó Climent VI, va intervenir amb àmplies indulgències, però el descens va ser imparable. El 1868, amb el Regne d'Itàlia, els béns residuals van ser expropiats de l'església
Església de San Giuseppe
Va ser construït a costa del benestat Paolantonio Petrillo i el seu fill el sacerdot Don Nicolò. La col·locació de la primera pedra es remunta a l'1 de maig de 1746, prop de la festa de les SS. Apòstols Felip i Jaume.
Església de Santa Maria de la Pietat
Coneguda simplement com la "Pietà", ha estat una església desconsagrada, des de fa mig segle, i ja en funcionament el 1689 al poble de "Colle della Croce". L'interior és inusual per a l'arquitectura sagrada Cusanesa, l'esquena és més àmplia que llarga La cúpula és de forma el·líptica. La campana, datada de 1786, es troba actualment a la biblioteca municipal. L'estàtua de la Madonna del Latte, en aquesta capella, es conserva a l'església parroquial dels Sants Apòstols, Pere i Pau.

### Arquitectura civil
Centre històric
El centre històric de Cusano Mutri, poble típicament medieval, conserva tot el seu encant original caracteritzat per carrers sinuosos, àmplies escales, arcs i cases amb portals i finestres de pedra local.
Porta del mig

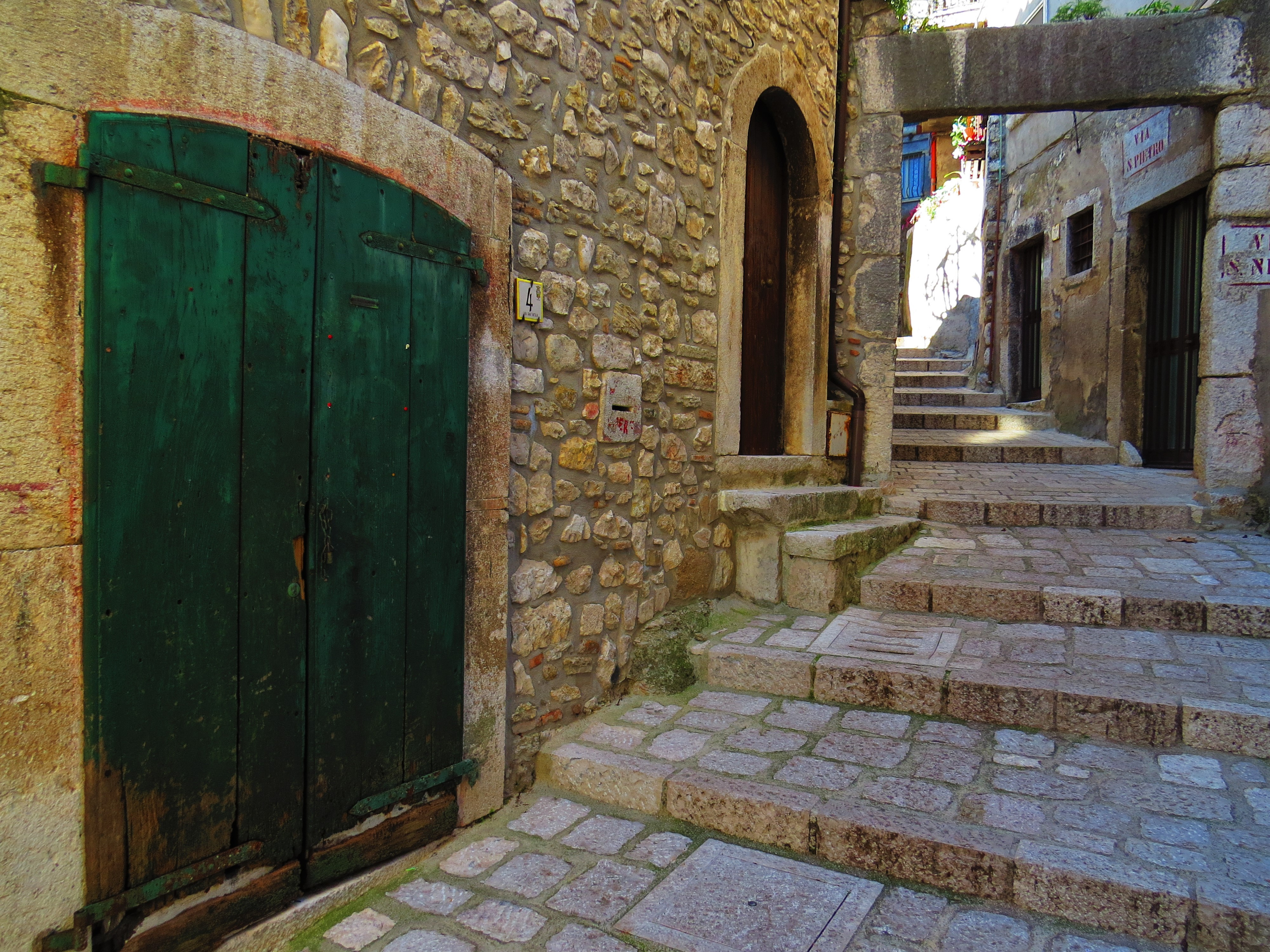
Via San Nicola - Porta del mig

La porta del mig, formada per un simple llinda de pedra, es troba a l'escala anomenada barri llarg i en un passat dividia la vila medieval de la zona d'expansió urbana del segle xv.
Palau Santagata (Ex Convent dels Pares Agustins)
El Palau és un notable exemple de residència noble del segle xviii.
Situat en el carrer Via Municipio ha estat seu d'un convent dels pares agustins fins a 1997.
Avui s'utilitza com a oficina municipal i s'està renovant.
Plaça de Roma
La Piazza Roma, situada al centre històric, té una forma d'amfiteatre i està envoltada d'edificis antics. Una escala de pedra amb replans a la roca viva fa que sigui molt característic i evocador.

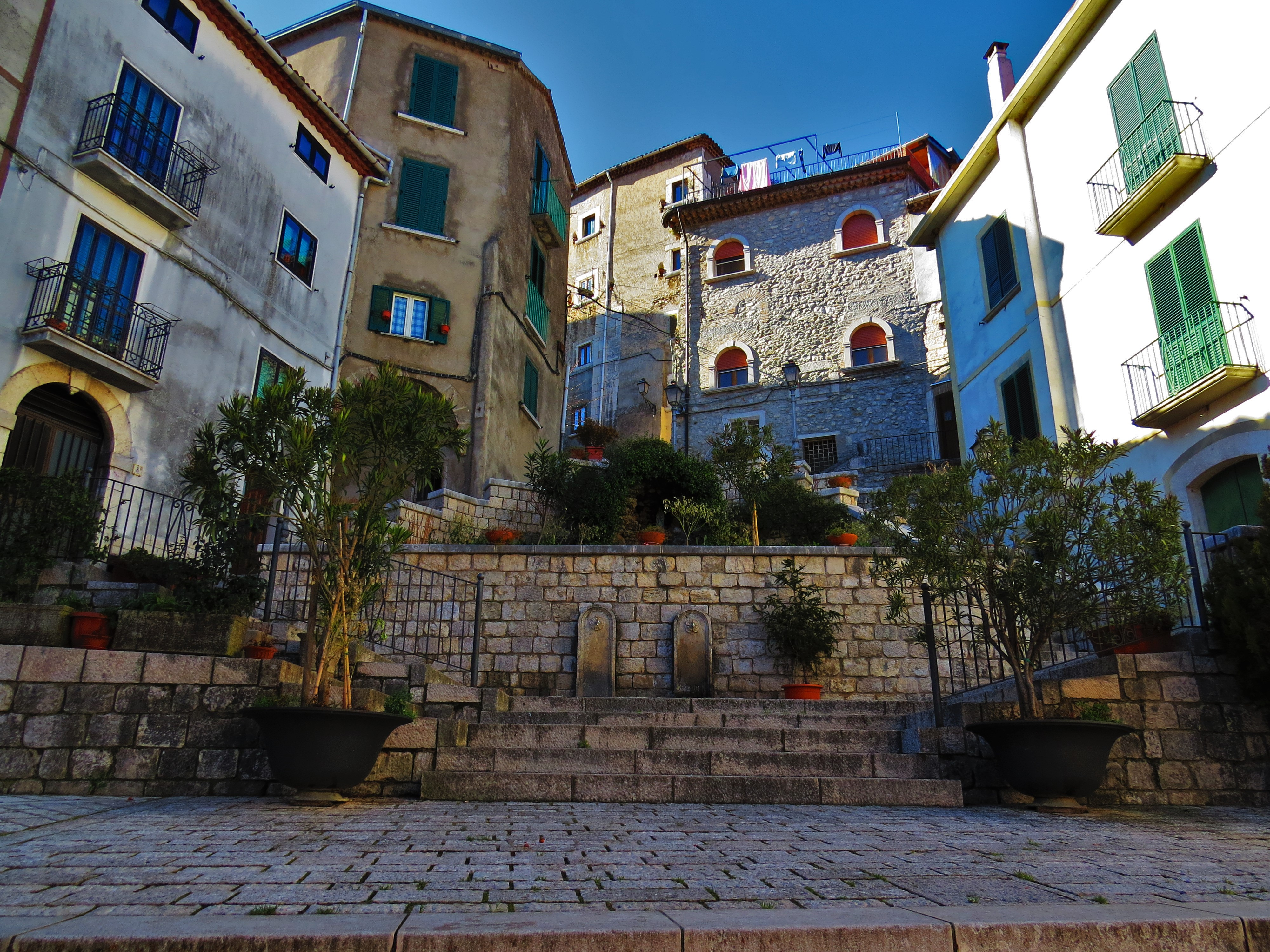
Plaça Roma

S'obre a la plaça un pas a la Via Tiberio on es poden veure portals de pedra esculpida i baixos relleus.
Plaça Lago
La plaça es troba a la part alta del poble medieval i conserva les restes del "castell marquès" construït sobre una gran roca. En un barranc d'aquesta roca es pot veure una reproducció de la "Gruta de Lourdes", sota la qual hi ha una bella font amb una petxina.

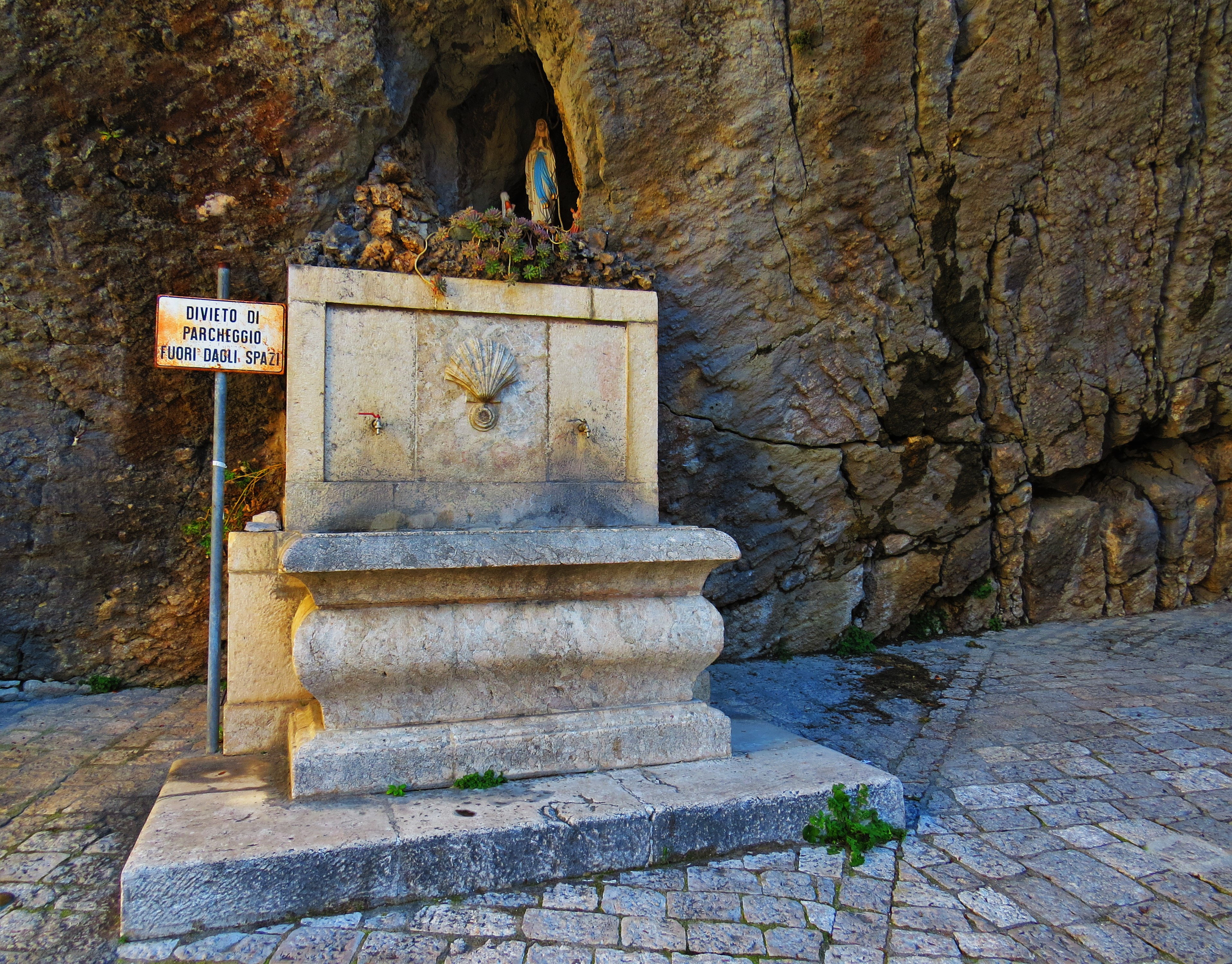
Fontana de Plaça Lago

La closca indica que la font era pública. Les fonts marcades amb una flor eren, en canvi, privades.
Via Ripa
Via Ripa reprèn els vestigis d'un antic camí de vianants que connecta Piazza Lago amb tot el costat oest del poble en una zona de rara bellesa escènica i arquitectònica.

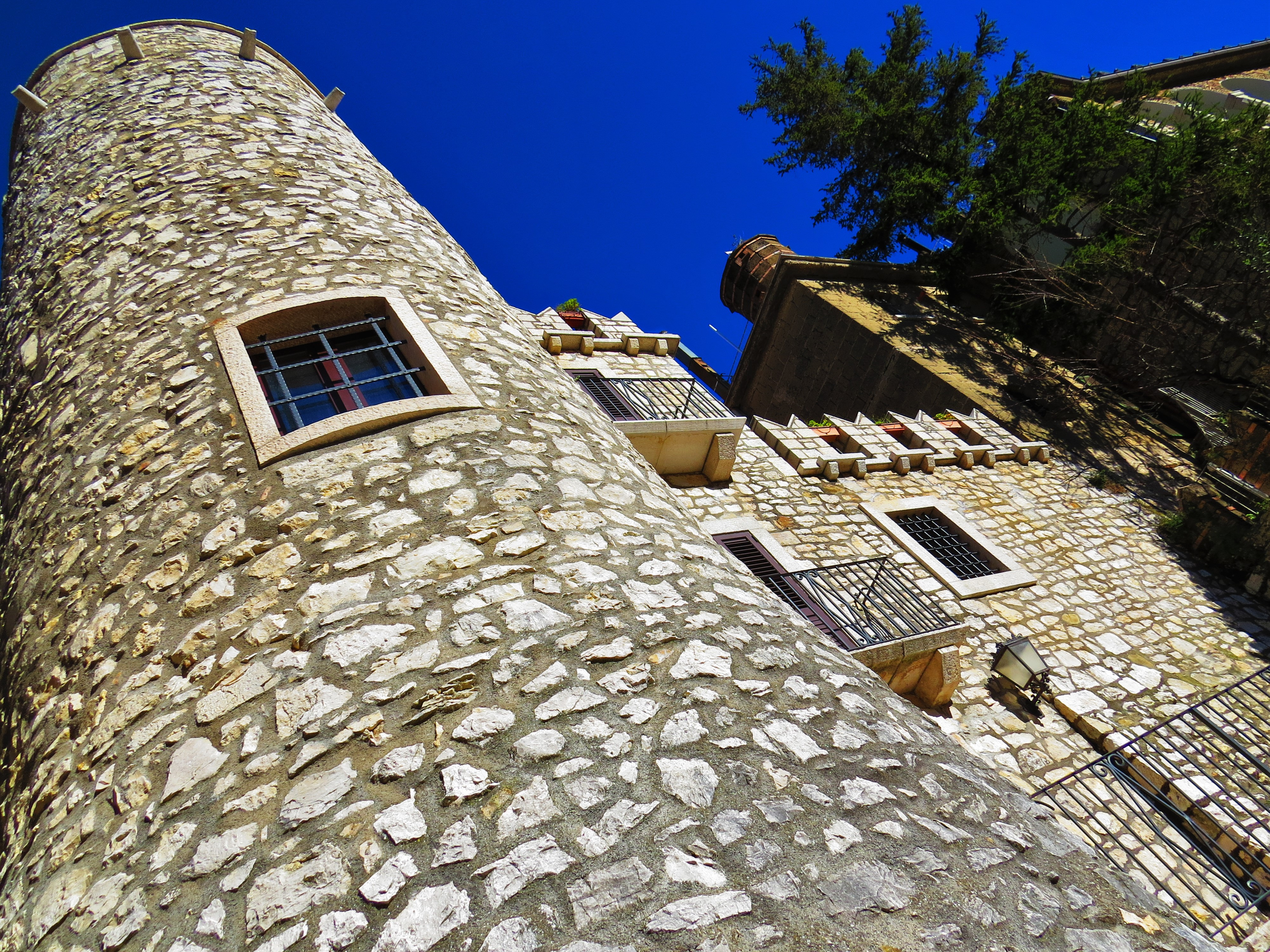
Torre de Via Ripa

Al llarg del percorso són ben visibles una Torre d'origen medievale recentment restaurada i els palaus històrics a strapiombo sobre la roca visqui.
Només la meitat de la ruta s'ha restaurat i s'ha fet passable. La segona part és, en canvi, en la fase de planificació i ha de fluir cap a la plaça Roma.
Castell de Cusano Mutri
A la Piazza Lago encara es poden veure les ruïnes del castell, destruïdes per una insurrecció popular al segle xviii.

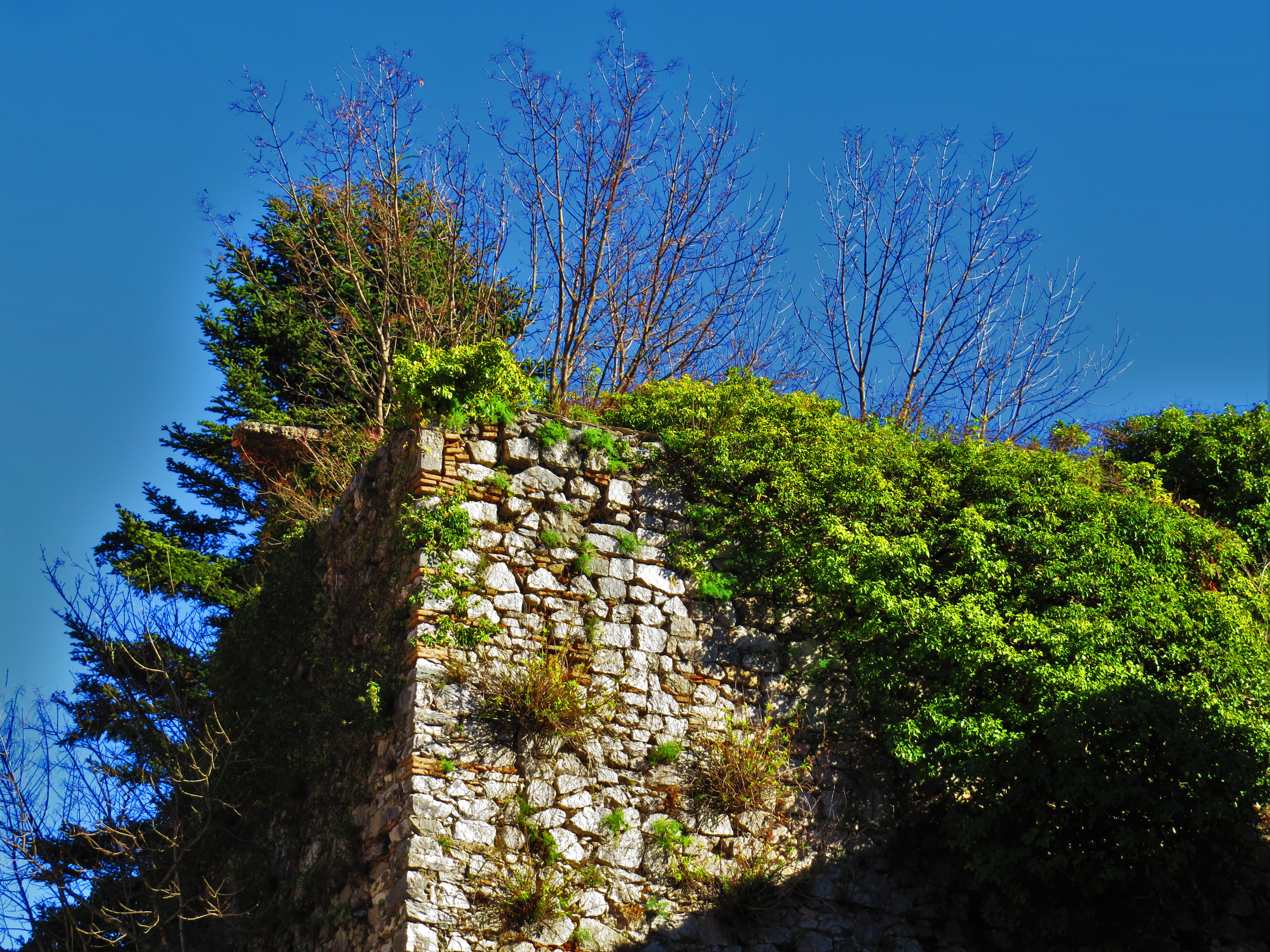
Ruïnes del Castell en la Plaça Lago

Sobre l'origen del castell no hi ha documentació escrita, tot i que ja s'havia esmentat un fort al toro del papa Fèlix III, que el 490 va triar el primer rector de l'església de Sant Pere, situat just a la vora de les muralles del castell, com encara avui.
La construcció actual, però, s'ha d'incloure en el conjunt de fortificacions que els Sanframondi van construir a la meitat del segle xiii en els seus feus.

### Àrees naturals
Monte Calvario

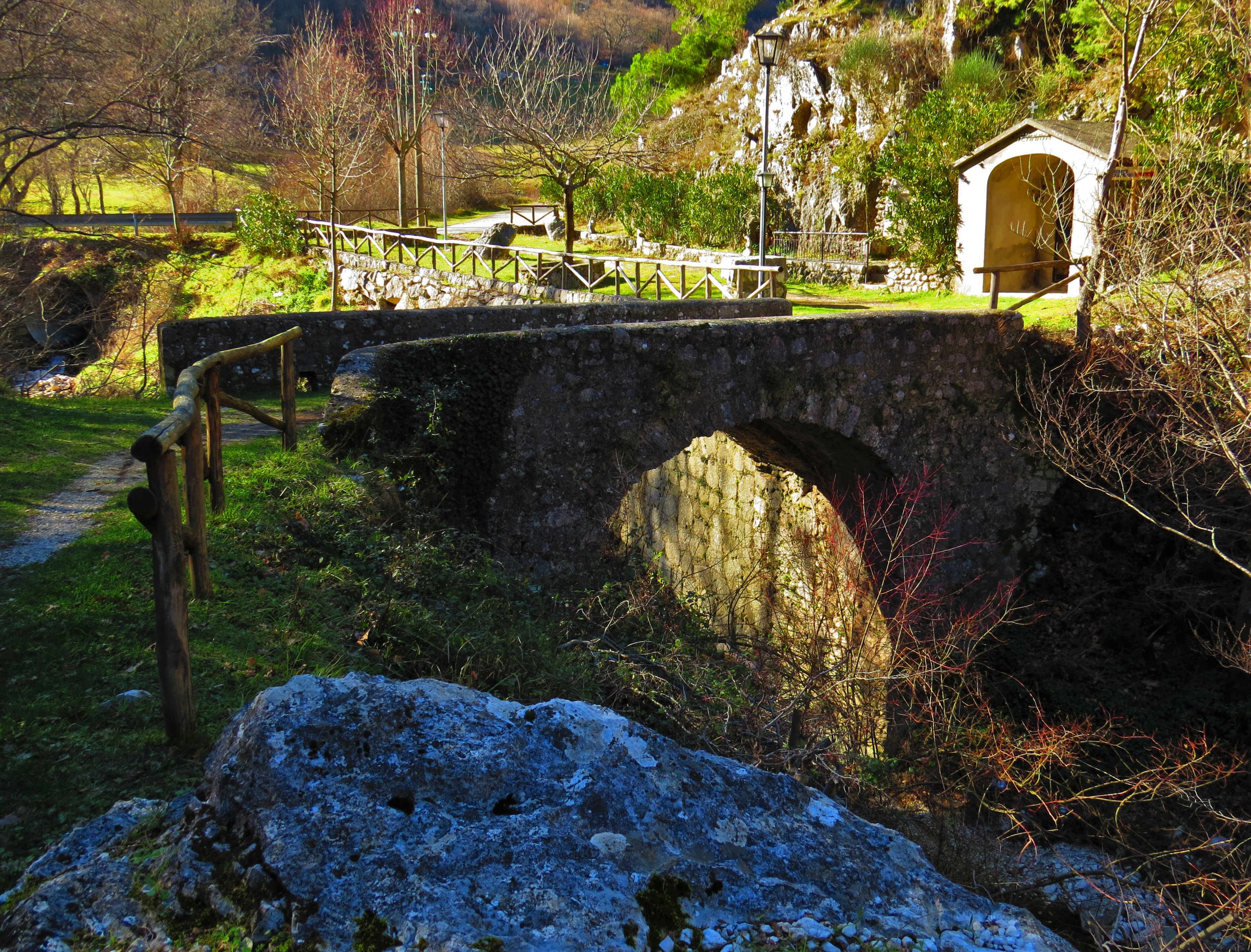
Sender que condueix al Monte Calvario

El Monte Calvario es troba dins del Parc Regional de Matese en una de les zones més importants des del punt de vista del paisatge de tot el terme municipal; des del punt més alt, a una altitud de 560 metres, es pot gaudir d'un panorama únic, des de Civita di Pietraroja, fins a la Muntanya Mutria, fins a la Muntanya Cigno, fins a tota la vall de Titerno.
Es pot arribar al Monte Calvario des de la ciutat per via Calvario per incorporar-se a un sender natural. Després d'un tram més o menys pla, creuem el pont sobre el torrent Conca-Torta anomenat Ponte Cappella. Aquí comença la pujada que condueix a la cimera del turó al llarg del primer tram del costat sud que mira el torrent Reviola i després puja sinusoidal amb corbes recurrents al costat est.
Al llarg de tot el recorregut trobem nombroses capelles votives i els llocs del Via Crucis amb panells de ceràmica que representen les catorze estacions.
A la part alta del turó es troba l'església de Santa Croce al Monte Calvario, destinació per a processons.

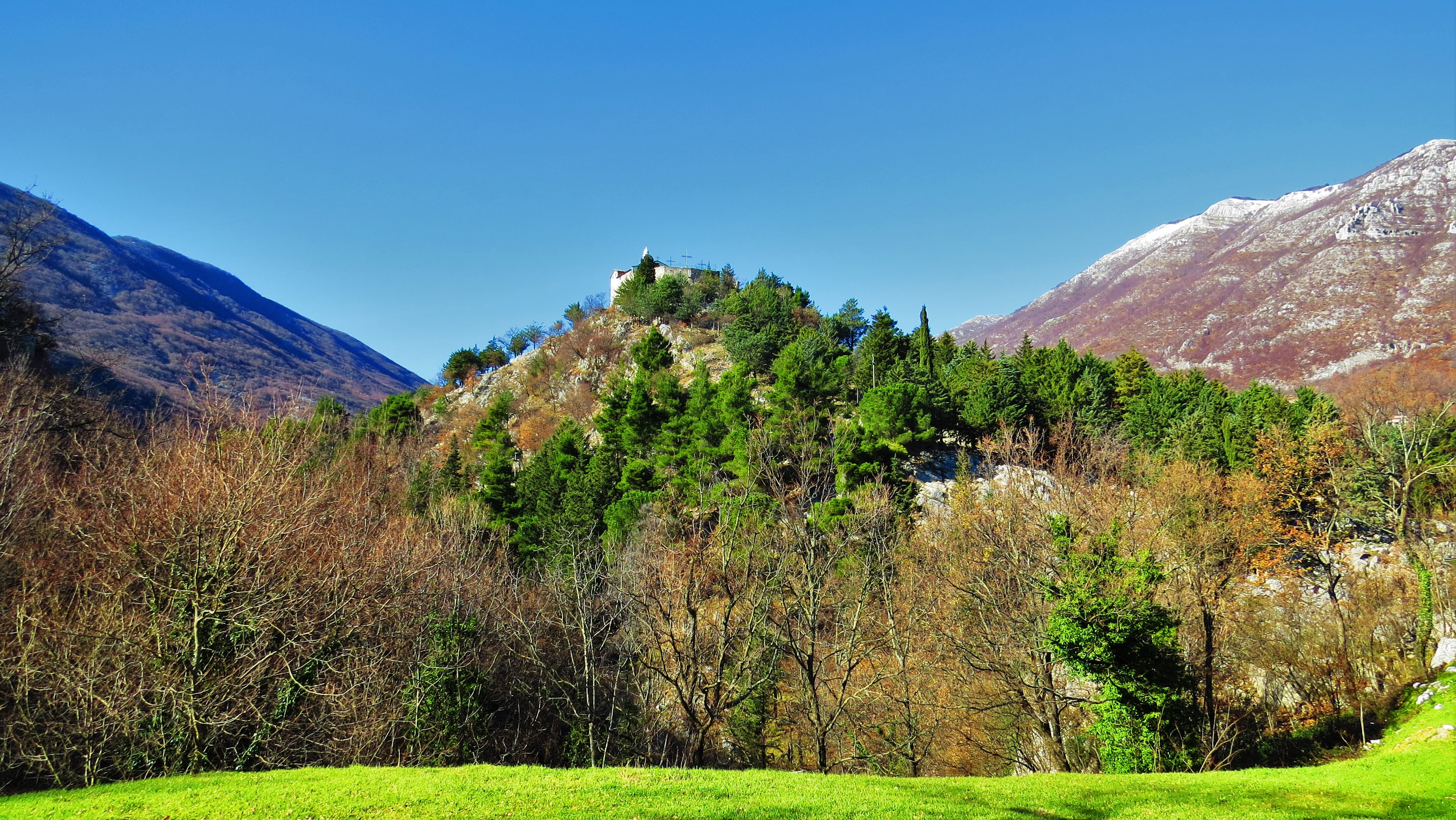
Monte Calvario - Turó

El mont Calvario alberga una estació de l'observatori sísmic Palmieri de Pesco Sannita i una estació meteorològica amb dues càmeres web panoràmiques del clima d'Isernia i Molise.
Goles de cursos d'aigua
Al territori de Cusano Mutri, al llarg del riu Titerno, hi ha senders, coves, barrancs i gorges que es poden visitar.
Les gorges de la Conca Torta, a pocs passos del centre històric de Cusano Mutri, es troben a la bretxa entre el mont Calvario i l'espurna rocosa coneguda com el "Tornanino" al llarg del riu Reviola, afluent del Titerno.
Les gorges de Caccaviola se situen en la bretxa entre les muntanyes Civita di Cusano i Civita di Pietraroja, a 5 km del centre. Ambdues gorges es poden recórrer amb l'ajut de guies experts, utilitzant arnesos, cordes, fixacions d'acer a la roca i altres equipaments.
Les gorges de Lavelle es troben a 5 km del centre, al canó entre les muntanyes d'Erbano i Cigno. Es pot arribar a través d'un recorregut guiat especial que inclou altres llocs d'interès naturalista i històric, com la Grotta chiusa o dei briganti, la Grotta delle fate, la Grotta delle streghe, il Belvedere, il Ponte del Mulino e il Mulino di Zì Fiore.

### Esdeveniments
- Sagra dels Fongs

Al poble de Cusano Mutri, l'esdeveniment de la "Sagra dei Funghi" és un punt de referència en el panorama dels esdeveniments de la regió de la Campània. Els estands d'aliments són parats al centre històric durant tres setmanes dedicades a l'alimentació i al vi". L'esdeveniment, entre setembre i octubre també es caracteritza pel folklore, cançons populars, espectacles al carrer, exposicions i espectacles.
- Infiorata del Corpus Domini

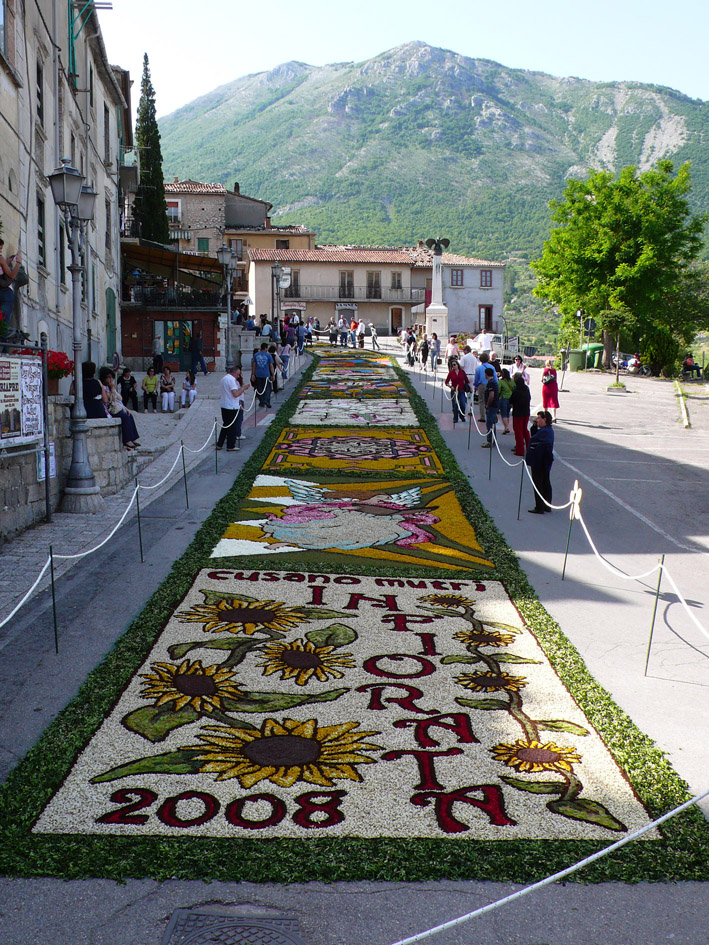
Imatge dInfiorata de Cusano.

Durant més d'un segle Cusano Mutri ha tingut la tradició de decorar els carrers, places i esglésies de la ciutat, com a testimoni de la religiositat catòlica arrelada al poble. Aquests últims estan coberts amb pintures fetes amb pètals de flors i substàncies vegetals, que representen imatges sagrades, reprodueixen obres d'autors famosos o propostes creatives originals dels mestres "infioratoris".
Al llarg dels carrers, places i carrerons del centre històric, es crea la catifa artística durant el primer matí del Corpus Domini per permetre als visitants admirar la seva bellesa fins a les hores de la tarda per al pas de la processó. realitzat des del dissabte, continuant durant la nit fins a la finalització del treball al matí del diumenge.
- Cusano Talk Festival

L'esdeveniment cultural estiuenc celebrat a l'agost inclou música, cinema, literatura i altres esdeveniments artístics, en què participen artistes de reconegut prestigi internacional.

## Geografia antròpica

### Fraccions
De l'Ajuntament de Cusano Mutri fan part dues frazione (nuclis suburbans amb entitat legal):
- Civitella Licinio, originàriament pertanyent a l'ajuntament de Cerreto Sannita;
- Boca de la Selva, seu d'una estació d'esquí.

## Infraestructures i transports
Cusano Mutri és travessat per la Carretera Provincial 76 de la província de Benevento, que d'una banda la connecta amb Cerreto Sannita i d'altra banda condueix a Pietraroja.
El transport interurbà es realitza amb serveis regulars d'autobusos a Nàpols i Benevent.

## Administració

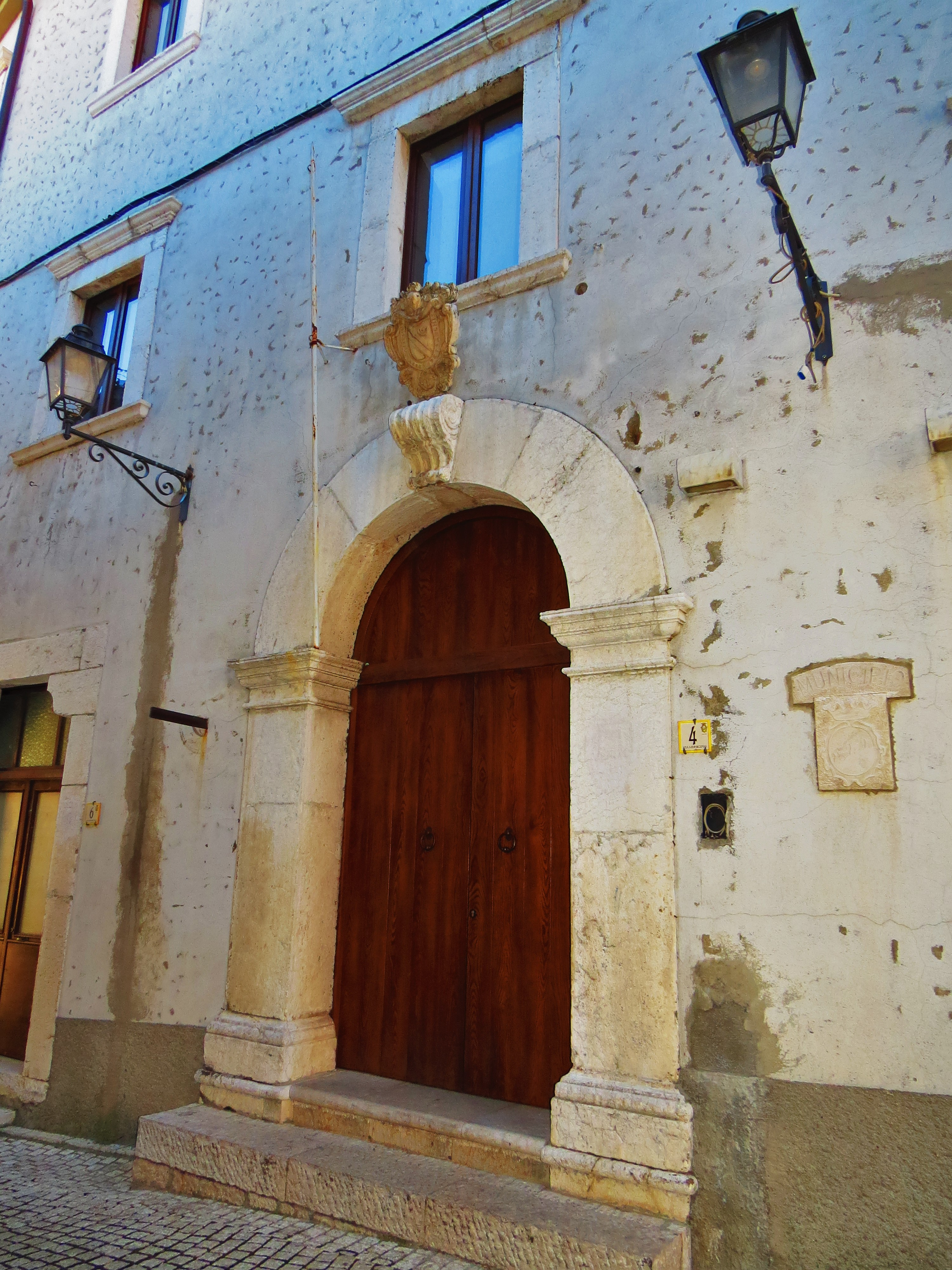
Palau del Municipi

Nota: Comissario Prefettizio, traduït literalment comissari prefectural, en el sistema jurídic italià, indica l'òrgan monocràtic d'administració extraordinària del municipi o província. A les regions autònomes italianes es diu "Comissari Extraordinari".
| Període | Període   | Nom            | Partit | Càrrec                  | Note |
| ------- | --------- | -------------- | ------ | ----------------------- | ---- |
| 1946    | 1954      | A. Fetto       | -      | Batlle                  |      |
| 1954    | 1956      | R. Cassella    | -      | Batlle                  |      |
| 1956    | 1957      | L. Civitillo   | -      | Batlle                  |      |
| 1957    | 1959      | N. Di Gioia    | -      | Batlle                  |      |
| 1959    | 1960      | M. Donadoni    | -      | Commissario Prefettizio |      |
| 1960    | 1960      | P. Guglielmi   | -      | Commissario Prefettizio |      |
| 1960    | 1965      | G. Crocco      | -      | Batlle                  |      |
| 1965    | 1966      | E. Bozzi       | -      | Commissario Prefettizio |      |
| 1966    | 1967      | I. Cassella    | -      | Batlle                  |      |
| 1967    | 1967      | R.A. De Nigris | -      | Batlle                  |      |
| 1967    | 1974      | F. Mongillo    | -      | Batlle                  |      |
| 1974    | 1976      | R.A. Di Biase  | -      | Batlle                  |      |
| 1976    | 1993      | N. Vitelli     | -      | Batlle                  |      |
| 1993    | 1994      | C. Velardo     | -      | Batlle                  |      |
| 1994    | 1994      | C. Facchiano   | -      | Commissario Prefettizio |      |
| 1994    | 1998      | G.M. Maturo    | -      | Batlle                  |      |
| 1998    | 1999      | S. D'Agostino  | -      | Commissario Prefettizio |      |
| 1999    | 2009      | G.M. Maturo    | -      | Batlle                  |      |
| 2009    | 2014      | P. Frongillo   | -      | Batlle                  |      |
| 2014    | in carica | G.M. Maturo    | -      | Batlle                  |      |

## Esport[calcitació]

### Societats esportives
- Mutria Sports
- Cusano Volley
- Cusano Tennis

### Instal·lacions esportives
- Camp de Tennis comunal - via Pietat
- Piscina comunal - via dels Bersaglieri
- Palazzetto de l'esport comunal - localitat de Santa Maria
- Camp esportiu comunal - localitat Santa Maria
- Àrea esportiva - via dels Bersaglieri
- Àrea esportiva - localitat Calvarusio
- Àrea arranjada per esport d'aventura i altres - parc La Palata - via dels Bersaglieri
- Àrea arranjada per esport amb cavalls i d'altres - localitats Battitelle
- Camp de Voleibol - c/o Institut Comprensivo Kennedy - via Orticelli
- Palestra comunal - c/o Institut Comprensivo Kennedy - via Orticelli
- Palestra comunal - localitat Civitella
- Camp de Tennis - localitat Santa Maria
- Camp de futbet - localitat Pantano
- Camp de futbet - c/o Església Madonna de la Neu - localitat Civitella